# Szlachta
Szlachta (polsk: szlachta dansk: ~adel) var en privilegeret samfundsklasse i Kongeriget Polen. Den fik betydelige institutionelle privilegier under Kasimir 3. af Polens regeringstid (1333-1370). I 1413, efter en række personalunioner mellem Storfyrstendømmet Litauen og Kongeriget Polen, tilsluttede den eksisterende litauiske adel sig formelt klassen. Da den polsk-litauiske realunion (1569-1795) udviklede sig, voksede antallet szlachta til at omfatte adel fra Preussen og de rutheniske lande.
Adelen udgjorde 10-15 procent af Polens befolkningen inden landets deling i 1795. I visse regioner Masovien udgjorde adelen op mod 30 procent af befolkningen. Til sammenligning udgjorde adelen 1% af den samlede befolkning i lande som Frankrig og England, mens andelen af adelige udgjorde 3 % af Spaniens og 5-8 % af Ungarns befolkning. Det var den højeste andel af adelige i Europa efter Polen.
Oprindelsen af szlachta er uklar og har været genstand for mange teorier. Dens medlemmer ejede traditionelt jord, ofte i form af godser (polsk: folwark litauisk: palivarkas). Gennem forhandlinger skaffede adelen sig betydelige og stigende politiske privilegier indtil slutningen af 1700-tallet.
Under delingen af den polsk-litauiske realunion 1772, 1793 og 1795 mistede medlemmerne deres privilegier. Indtil 1918 var adelens juridiske status afhængig politikken i Kongeriget Preussen, det Russiske Kejserrige og De Habsburgske Arvelande (Østrig). Privilegier blev afskaffet ved lov i martsforfatningen 1921 for den Anden polske republik.